# Virchow-Viertel
Das Virchow-Viertel ist ein Stadtteil der Stadt Stadtbergen im schwäbischen Landkreis Augsburg in Bayern (Deutschland).

## Vierter Stadtteil
Das Virchow-Viertel ist der (neue) vierte Stadtteil von Stadtbergen. Es handelt sich um den Bereich nördlich des Hauptortes Stadtbergen zwischen Steppach, Neusäß und Kriegshaber. Am 19. und 20. September 2009 wurde diese Gründung und Benennung gefeiert. Benannt ist es nach dem Arzt, Pathologen, Anthropologen, Prähistoriker und Politiker Rudolf Virchow (1821–1902).
Es hat sich als Wohn- und Einkaufsviertel etabliert.